# Rio da Bota
Rio da Bota är ett vattendrag i Brasilien.   Det ligger i delstaten Rio de Janeiro, i den sydöstra delen av landet, 900 km sydost om huvudstaden Brasília.
Runt Rio da Bota är det i huvudsak tätbebyggt. Runt Rio da Bota är det mycket tätbefolkat, med 10 000 invånare per kvadratkilometer.